# CD300
CD300, en el camp de la biologia molecular, és una família de proteïnes que es troba a la superfície de cèl·lules del sistema immunitari. En humans, la família CD300 engloba 7 proteïnes, i els gens que les codifiquen es troben en el cromosoma 17.